# Fender Bassman
Fender Bassman (Fender Basman) modeli pojačala proizvodili su se od 1952. – 1985. godine. Izvorno su dizajnirani kao standardni modeli cijevnih pojačala za električnu bas-gitaru, ali su u praksi imali šaroliku primjenu: kao harmonično pojačalo s uporabom mikrofona, ili u sviranju rock i blues glazbe kao pojačala električnih gitara. 

## Povijest
Prvi modeli Bassman pojačala pojavili su se 1952. godine, gotovo istovremeno s prvim modelima Fender Precisiona električne bas-gitare. Imali su skromnih 50 W snage i 1x15" zvučnik. Novine u dizajnu modela Bassman pojačala primjetne su već 1955. godine u boljem obliku dizajna zvučne kutije, koji je i dalje zadržao svoj prepoznatljivi oblik od četiri kružne rupe promjera 10" za predviđena mjesta zvučnika. Unatoč tome što postoje i dizajni tranzistorskih modela (osim naziva Basman), tehnički nemaju ništa zajedničko s modelima proizvedenim do '85. godine. Nešto kasnije 1990. godine, Fender je predstavio novo izdanje Basman modela, poznatog i kao Basman '59. Svoje novo utočište ubrzo je pronašao kod glazbenika koji sviraju i njeguju rockabilly stil glazbe. U ranim godinama proizvodnje dobiveni čisti, bogati zvuk, bez izobličenja stavljao se u prvi plan kvalitete proizvoda, da bi kasnije u težnji ka formativnom proširenju samog instrumenta glazbenici koristili razna elekrična pojačanja za modificiranje zvuka. U tom istraživanju Basman modeli su imali značajan udio. 

## Tehnologija
Cijeli projekt proizvodnje Basman pojačala osim neuspjelog pokušaja 1969. godine s linijom tranzistorskih modela tradicionalno se vežu uz klasični dizajn modela cijevnih pojačala. Do 1961. godine pojačala su dizajnirana kao kombo modeli (glava pojačala i kabinet sa zvučnicima zajedno u jednom tijelu), a kasnije zbog bolje praktične uporabe, i samog prijevoza glava pojačala i kabineti se dizajniraju i proizvode odvojeni. Razlike su primjetne i u dizajnu kabineta zvučnika (npr., ponovljeno izdanje Bassmana '59) gdje je u ranijim verzijama kabinet imao jedan zvučnik promjera 15", a u novim dizajnima kabineti su imali po četiri zvučnika promjera 10". 

## Ponovljena izdanja
Fender je 1990. godine počeo ponovo proizvodnju popularnog Fender Bassman 5F6A modela, poznatijeg kao model Bassman '59. Najnoviji model iz ove serije je kombo pojačalo Fender Bassman LTD. Osnovna novina ovog modela je da su umjesto 4x10" Eminence zvučnika, sada ugrađeni Jensen modeli zvučnika, i da je cijelo tijelo pojačala obloženo lakiranom tvid tkaninom. U 2009. godini Fender je nastavio s predstavljanjem reizdanja Fender Tweed Bassman kombo modela pojačala iz kasnih '50-ih godina. Tu su reizdanja maodela Bassman TV serije: Bassman Tv duo 10 (2x10"), TV 10 (1x10"), TV 12 (1x12") i Tv 15 (1x15" promjer zvučnika). Sanga je ovisila o samom dizajnu modela, od 150 - 350 RMSa. Ostale značajke su: novi pot za glavni volumen, XLR konektorski izlaz i tropojasni ekvilajzer kojim se preciznije izoštravaju niske i visoke frekvencije tona i elegantno prelazi s dubokih bas tonova na svjetlije tonove. Mnogi drugi poznati proizvođači modela pojačala kao Marshall u svom modelu JTM45 i Traynor u svom YBA-1, kopirali su i primijenili temeljne idejne kvalitete iz serije Bassman '59.

## Ostali modeli
| - Fender Wide Panel Tweed Bassman od 1953. – 1954. godine - Fender Narrow Panel Tweed Bassman od 1955. – 1960. godine - Fender Blonde Bassman od 1961. – 1962 godine - Fender Blonde 6G6-A Bassman od 1962. – 1964. godine - Fender Blackface Bassman od 1964. – 1967. godine | - Fender Silverface Bassman od 1968. – 1983. godine - Fender Silverface Bassman (Super, 100, 135) od 1969. – 1983. godine - Fender Silverface Bassman 10 od 1972. – 1982. godine - Fender Bassman 20 od 1982. – 1983. godine - Fender Bassman 1959 reizdanje 1990. godine |

## Vanjske poveznice
- Fender Bassman pojačala[neaktivna poveznica]